# Vouacapoua americana
Vouacapoua americana е вид растение от семейство Бобови (Fabaceae). Видът е критично застрашен от изчезване.

## Разпространение
Разпространен е в Бразилия, Френска Гвиана, Гвиана, Перу и Суринам.